# 노르차
노르차(이탈리아어: Norcia)는 라틴어로 누르시아(Nursia)라고도 하는 이탈리아 움브리아주 테르니도에 위치한 코무네다. 많은 고대 도시들과는 다르게, 아펜니노 산맥에 중 하나인 몬티 시빌리니에서 가장 높이가 높은 것에 인접한 넓은 평야에 위치해있다.
이 마을은 공기와 풍경이 유명하여, 등산에 기반을 두고 있다. 또한 야생 멧돼지 사냥이 유명하고, 야생 맷돼지와 돼지로 만든 소시지와 햄도 유명하다. 이러한 노르차에서 만들어진 제품들은 이곳의 명칭에서 이름을 지어, 이탈리아인들은 노르치네리아(norcineria)라고 부른다.

## 역사
노르차 지역의 인간 정착 흔적은 신석기 시대로 거슬러 올라간다.
도시의 역사는 기원전 5세기에 사비니인들이 세운 정착지에서 시작한다. 이곳은 2차 포에니 전쟁 기간인 기원전 205년에 고대 로마의 동맹이 됐는데, 그 당시에는 라틴어로 누르시아라고 알려졌지만, 남아있는 로마 시대의 유적지는 1세기 당시의 것이다.

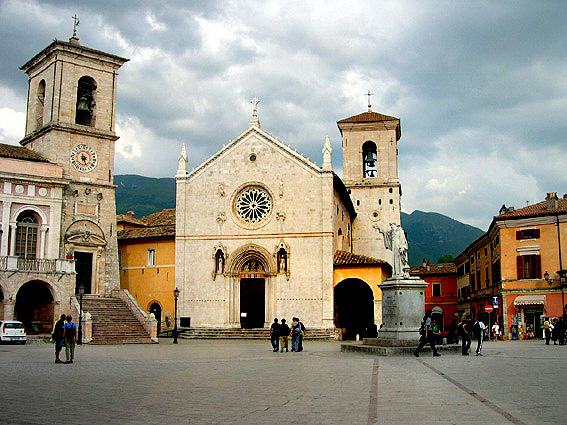
노르차에 있는 베네딕토 수도원.

베네딕도회의 창건자인 성 베네딕토와 그의 쌍둥이 여동생 스콜라스티카가 480년에 태어났다. 8세기에 작은 예배당이 지어져, 순례자들이 성 베네딕토의 탄생지에서 기도를 드릴 수 있었다. 10세기에는 수도사들이 노르차에 오기도 했다. 동시대의 수도사들은 성 베네딕토와 스콜라스티카의 저택의 폐허 위에 지어진 성 베네딕토 수도원을 관리했다.
6세기에 노르차는 롬바르드족들에게 정복당하여, 스폴레토 공국의 일부가 되었다. 9세기에는 사라센인들의 공격으로 고통을 받아 깊은 쇠퇴의 시기를 시작했다. 11세기에는 신성 로마 제국의 황제 하인리히 2세의 일부가 되었다. 12세기에는 교황령안에서 정치적, 경제적 위신이 높아지게 되면서 독립 지위를 갖게 되었다. 프레치에 있는 베네딕트 수도원과 협력을 통해서 Schola Chirurgica라는 학풍을 창시해 내기도 했다. 이곳에서 연구는 돼지 사육을 향상시켜서 노르차의 거주민들에게 기여를 했다. 강력한 스폴레토와 1324년에 발생한 지진은 도시를 쇠퇴하게 만들었고, 1354년에 결국에는 교황령으로 돌아가게 되었다.

## 같이 보기
- 웨스턴오스트레일리아주, 뉴노르차
- 1703년 아펜니노 지진